# 01011001
01011001 je sedmé studiové album hudebního projektu Ayreon nizozemského hudebníka Arjena Lucassena. Vydáno bylo 25. ledna 2008 prostřednictvím vydavatelství Inside Out Music. Práce na albu začaly v roce 2006, během roku 2007 ale Lucassen začal trpět depresemi způsobenými jednak rozvodem a jednak ztrátou čichu. To se podepsalo na desce, která je oproti předchozím albům hodně temná. 01011001 je v binárním kódu číslo 89, to odpovídá písmenu Y v ASCII tabulce znaků, což je jméno planety takzvané rasy Věčných. Okolo této rasy se také odehrává koncepční příběh alba.

## Seznam skladeb
Všechny skladby napsal(i) Arjen Lucassen. 
| CD 1 – Y       | CD 1 – Y                                | CD 1 – Y | CD 1 – Y |
| Pořadí         | Název                                   | Zpěv | Délka    |
| -------------- | --------------------------------------- | --- | -------- |
| 1.             | Age of Shadows" - III. „Age of Shadows  | Tom Englund, Steve Lee, Daniel Gildenlöw, Hansi Kürsch, Floor Jansen, Jonas Renkse, Anneke van Giersbergen, Jørn Lande | 10:47    |
| 2.             | Comatose                                | van Giersbergen, Lande                                                                                                 | 4:26     |
| 3.             | Liquid Eternity                         | Renkse, Gildenlöw, Magali Luyten, Bob Catley, Englund, Lande, Jansen                                                   | 8:10     |
| 4.             | Connect the Dots                        | Ty Tabor, Arjen Lucassen                                                                                               | 4:13     |
| 5.             | Beneath the Waves“ - V. „Reality Bleeds | Gildenlöw, Catley, van Giersbergen, Jansen, Lee, Lande, Kürsch, Englund                                                | 8:26     |
| 6.             | Newborn Race“ - VI. „The Conclusion     | Gildenlöw, Jansen, Englund, Renkse, Catley, Kürsch, Lande                                                              | 7:49     |
| 7.             | Ride the Comet                          | Lande, Jansen, Englund, Renkse, Catley, Luyten                                                                         | 3:29     |
| 8.             | Web of Lies                             | Simone Simons, Phideaux Xavier                                                                                         | 2:50     |
| Celková délka: | Celková délka:                          | Celková délka: | 50:13    |

| CD 2 – Země    | CD 2 – Země                                           | CD 2 – Země                                                                     | CD 2 – Země |
| Pořadí         | Název                                                 | Zpěv                                                                            | Délka       |
| -------------- | ----------------------------------------------------- | ------------------------------------------------------------------------------- | ----------- |
| 1.             | The Fifth Extinction“ - V. „Glimmer of Hope (reprise) | van Giersbergen, Catley, Lee, Lande, Englund, Gildenlöw, Kürsch, Renkse, Jansen | 10:29       |
| 2.             | Waking Dreams                                         | Renkse, van Giersbergen                                                         | 6:31        |
| 3.             | The Truth Is in Here                                  | Lucassen, Liselotte Hegt                                                        | 5:12        |
| 4.             | Unnatural Selection                                   | Englund, Lee, Lande, Catley, Kürsch, Renkse                                     | 7:15        |
| 5.             | River of Time                                         | Kürsch, Catley                                                                  | 4:24        |
| 6.             | E=mc2                                                 | Wudstik, Marjan Welman                                                          | 5:50        |
| 7.             | The Sixth Extinction“ - VI. "Complete the Circle      | Englund, Lee, Kürsch, Gildenlöw, Jansen, Renkse, Catley, Lande, van Giersbergen | 12:18       |
| Celková délka: | Celková délka:                                        | Celková délka:                                                                  | 52:02       |

## Obsazení
- Arjen Lucassen – zpěv, kytary, basa, klávesy

Hosté
- Daniel Gildenlöw – zpěv
- Tom Englund – zpěv
- Jørn Lande – zpěv
- Anneke van Giersbergen – zpěv
- Bob Catley – zpěv
- Steve Lee – zpěv
- Hansi Kürsch – zpěv
- Floor Jansen – zpěv
- Magali Luyten – zpěv
- Simone Simons – zpěv
- Phideaux Xavier – zpěv
- Jonas Renkse – zpěv
- Wudstik – zpěv
- Marjan Welman – zpěv
- Liselotte Hegt – zpěv
- Ty Tabor – zpěv
- Michael Romeo – kytary
- Lori Linstruth – kytary
- Derek Sherinian – klávesy
- Joost van den Broek – klávesy, piáno
- Tomas Bodin – klávesy
- Jeroen Goossens – flétna, píšťala
- David Faber – violoncello
- Ben Mathot – housle
- Ed Warby – bicí